# Мыс Доброй Надежды (Орловская область)
Мыс Доброй Надежды — упразднённая деревня в Колпнянском районе Орловской области России. Входила в состав Карловского сельсовета. В 1974 году включена в состав деревни Михайловка и исключена из учётных данных.
Ныне представляет собой юго-восточную обособленную часть деревни Михайловка.

## География
Деревня располагалась в юго-восточной части Орловской области, в лесостепной зоне, в пределах центральной части Среднерусской возвышенности, на правом берегу ручья Покровский (приток реки Сосна).

### Климат
Климат умеренно континентальный; средняя температура января −8,5 °C, средняя температура июля +18,5 °C. Среднегодовая температура воздуха составляет +4,6 °C. Годовое количество осадков 500—550 мм, в среднем 515 мм. Количество поступающей солнечной радиации составляет 91-92 ккал/см². По агроклиматическому районированию Карловка, как и весь район, относится к южному с коэффициентом увлажнения 1,2-1,3. Преобладают юго-западные ветры.

## История
15 ноября 1974 году деревни Михайловка и Мыс Доброй Надежды объединены в одну деревню Михайловка.

## Инфраструктура
Личное подсобное хозяйство с зоной сельскохозяйственного использования, индивидуальная застройка усадебного типа.